# Spectroscop
Spectroscopul este un aparat destinat observării spectrelor luminoase. Permite studierea luminii emise de stele și reflectate de planete. Când lumina trece printr-un spectroscop, se obține o bandă în culorile curcubeului, străbătută de dungi strălucitoare numită spectrul corpului. De asemenea astronomii folosesc spectrografe pentru a fotografia direct spectrele aștrilor pe care îi țin sub observație. 

Spectrometrul se folosește, de asemenea, în gemologie / mineralogie. 

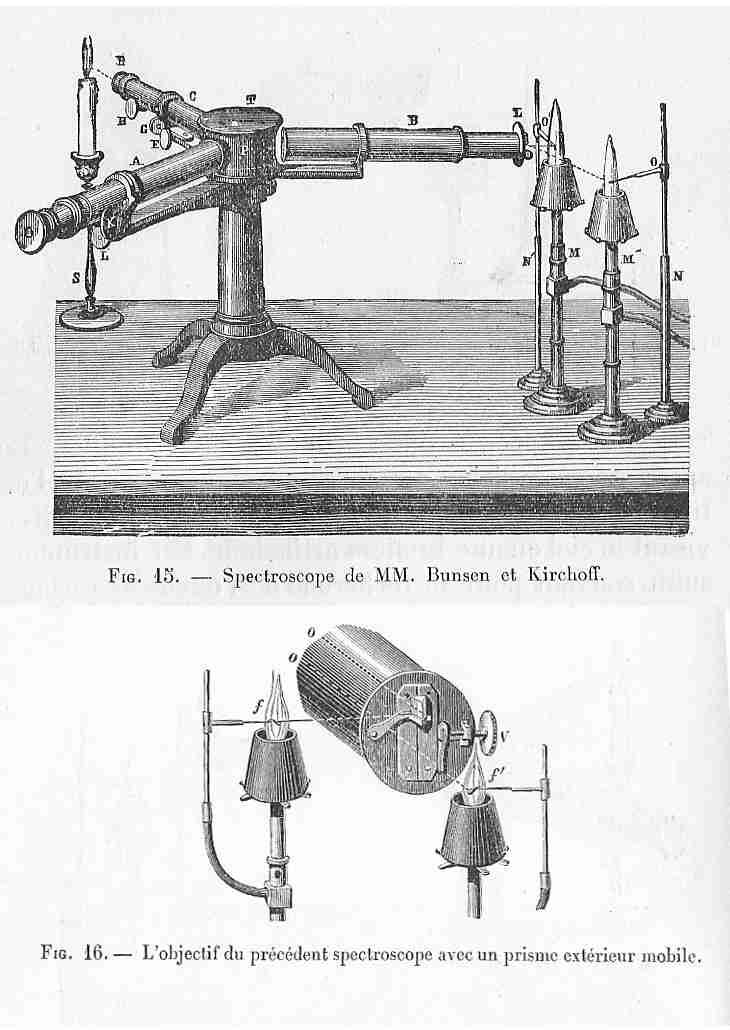
Spectroscop Bunsen & Kirchhoff

## Principiu

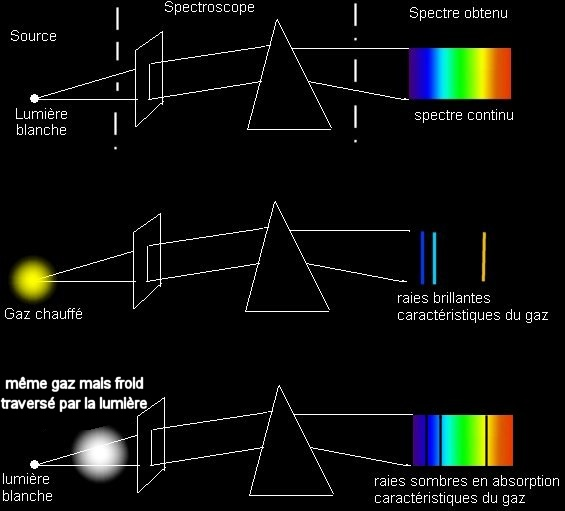
Principiul spectroscopului

Principiul de funcționare este următorul:
Se iluminează cu ajutorul sursei de studiat o fantă îngustă; o prismă, lentilă colimatoare fac paralel fasciculul de lumină care cade pe fața de intrare a prismei sau a rețelei de dispersie; după dispersia luminii o a doua lentilă dă pe un ecran o serie de imagini juxtapuse, fiecare corespunzând unei lungimi de undă. Această serie de imagini, benzi, constituie spectrul sursei luminoase.

### Exemple
- Lumina albă este descompusă în benzi colorate cu culorile curcubeului; este un spectru continuu.
- Un gaz adus la incandescență dă linii strălucitoare de lungimi de undă specifice; este un spectru de emisiune, dispunerea liniilor este caracteristică acestui gaz.
- Același gaz, dar rece, interpus în fața sursei de lumină albă, absoarbe anumite radiații emise de această sursă; în locul liniilor strălucitoare din spectrul precedent, se observă dungi întunecate; este un spectru de absorbție.

## Spectroscopul în gemologie / mineralogie
Utilizarea spectroscopului poate fi aplicată în gemologie sau mineralogie. Într-adevăr, prin culoarea lor, aceste materiale absorb unele lungimi de undă ale luminii albe. Alte lungimi de undă sunt transmise și constituie astfel culoarea materialului.
Observarea acestor materiale cu ajutorul spectroscopului poate să ne arate spectrele de absorbție ale culorilor specifice ale unor geme. Se spune atunci că acestea sunt spectre diagnostice.
Unele materiale posedă aceeași culoare, însă elementul responsabil de culoare (elementul  cromator) nu este același. Invers, două materiale care posedă culori diferite, dar al căror element cromator este același, pot să ne arate spectre foarte similare.
În gemologie, se folosesc două tipuri de spectroscoape:
1. Spectroscopul cu prisme
Un spectru obținut prin refracția sau prin dispersia luminii este generat de o serie de prisme. Se observă un curcubeu. 
Spectroscopul este constituit dintr-un tub. În extremitatea tubului se găsește focala prin care privește observatorul, în cealaltă extremitate, o fantă.
2. Spectroscopul cu rețea de difracție
Un spectru prin difracție este generat de o plăcuță fină pe care au fost gravate fante minuscule paralele. Când lumina incidentă lovește acestă plăcuță, ea este difractată. Se observă un curcubeu.

### Spectroscopul cu prisme

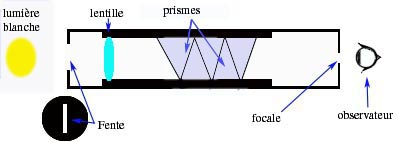
Spectroscop cu prisme

În interiorul tubului se află o lentilă cât și o serie de trei sau cinci prisme alăturate alcătuite din două tipuri diferite de sticlă care alternează în așa fel încât raza de lumină care traversează structura să fie cât mai dreaptă posibil.
Prismele nu trebuie în niciun caz să absoarbă lumina și nu trebuie să fie birefringente.
Spectroscopul cu prisme face să apară un spectru non linear.

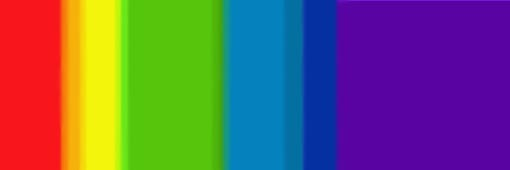
Spectru continuu non linear

### Spectroscopul cu rețea de difracție
Acest spectroscop este, și el, constituit dintr-un tub. La o extremitate a sa se află focala prin care privește observatorul, iar în cealaltă extremitate, o fantă. 

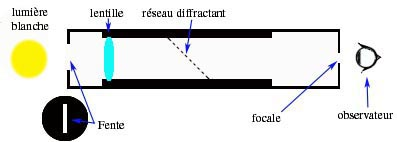
Spectroscop cu rețea de difracție

În interiorul tubului: plăcuța înclinată, precum și o lentilă.
Spectrul generat este linear.

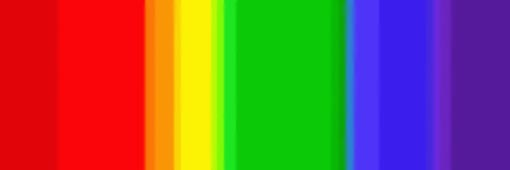
Spectru continuu linear

În principiu, și în utilizarea celor două tipuri de spectroscoape, este preferabil să apară culoarea roșie la stânga, iar violetul la dreapta. În Statele Unite ale Americii, totuși, este frecvent, chiar obișnuit, să observi aceste culori inversate: roșu la dreapta și violet la stânga.
Este preferabil ca observarea spectrelor să se facă în încăperi întunecoase, cu ajutorul unei lumini albe neabsorbante (lăsând să treacă un spectru continuu; vezi mai sus).
Gema sau materialul brut trebuie să fie translucid până la transparent. Opacitatea nelăsând să treacă lumina, niciun spectru nu va fi vizibil.
Materialele pot fi testate în două moduri diferite: în lumină directă sau în lumină reflectată.

### Exemple de spectre de absorbție diagnostice și cauza lor
Safir albastru: o linie neagră la 450 nanometri în albastru. Element cromator responsabil de absorbție: fierul. Fierul fiind o impuritate, gema este numită alocromatică. 

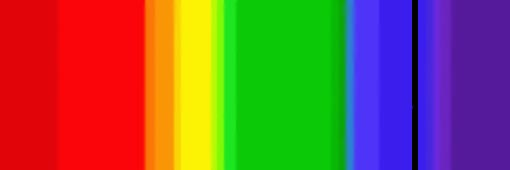
Spectrul safirului

Peridot (verde): În general, o bandă fină la 493 de nanometri, o linie la 473 de nanometri, o linie la 453 de nanometri, și bandă de la 435 la 400 de nanometri.
Elementul cromator responsabil de absorbție: tot fierul. Fierul făcând parte integrantă din compoziția chimică a peridotului, gema este numită idiocromatică.

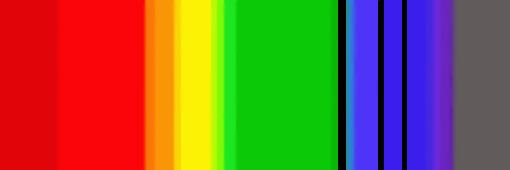
Spectrul peridotului

Se observă că fierul absoarbe spre 450 de nanometri în cele două cazuri.
Atenție, spectroscopul indică, fără îndoială, spectre diagnostice, însă nu ajută întotdeauna să se distingă materialele sintetice de cele naturale. Mai mult, nu toate gemele produc, în mod obligatoriu, spectru. Uneori este dificil să se distingă cel de peridot de cel de zircon.
Deși zirconiul este constituit din cincizeci, chiar mai multe linii fine, mai mult sau mai puțin intense, linia distinctă la 653 de nanometri ar trebui să fie un bun indicator al spectrului de absorbție al uraniului în zircon.

## Spectroscopul în astronomie
În 1865, doi savanți germani, Robert Bunsen și Gustav Kirchhoff analizând, pentru prima dată, lumina Soarelui, au reușit să determine compoziția chimică a acestuia. De la această dată, spectroscopia astronomică n-a încetat să progreseze, iar spectroscoapele fac parte integrantă din toate observatoarele astronomice din lume.